# Teenage Mutant Ninja Turtles: Music from the Motion Picture
Teenage Mutant Ninja Turtles: Music From the Motion Picture è la colonna sonora del film d'animazione TMNT, diretto da Kevin Munroe.
Il CD contiene un miscuglio di canzoni pop e soprattutto rock; diversamente dai vecchi film, in questo si prendono in considerazione P.O.D., Jet e Klaus Badelt.
Tra i brani spiccano Lights Out dei P.O.D., Black Betty, cover realizzata dai Big City Rock, Awww Dip dei Cobra Starship, Rip it Up dei Jet e Nightwatcher, una delle due composizioni di Klaus Badelt.

## Track listing
1. Gym Class Heroes - Shell Shock
2. Jet - Rip it Up
3. Cute is What We Aim For - There's a Class for This
4. Cobra Starship - Awww Dip
5. Meg and Dia - Roses
6. Pepper - Bring Me Along
7. Amber Pacific - Fall back into My life
8. Billy Talent - Red Flag
9. This Providence - Walking on Water
10. Ever We Fall - Youth like Tigers
11. P.O.D. - Lights Out (Chris Vrenna Remix)
12. Big City Rock - Black Betty
13. Klaus Badelt - I Love Being a Turtle (Score)
14. Klaus Badelt - Nightwatcher (Score)